# TRI Hors
Transporter Rozpoznania Inżynieryjnego (TRI) – polski opancerzony transporter rozpoznawczy. 

## Opis
Transporter przeznaczony do prowadzenia rozpoznania inżynieryjnego np. podczas budowy dróg i mostów czy akcji rozpoznania skażeń chemicznych. Pojazd wykorzystuje podwozie transportera opancerzonego SPG-2. TRI jest wyposażony w sprzęt minerski oraz sprzęt do rozpoznania zapór inżynieryjnych, skażeń chemicznych i promieniotwórczych, dróg, mostów i przeszkód wodnych. Załoga pojazdu składa się z 7 osób –  dowódcy, kierowcy-mechanika, radiooperatora, chemika-zwiadowcy oraz trzech zwiadowców wojsk inżynieryjnych.
Kolejną wersją pojazdu był TRI Durian, wyposażony w system likwidacji min.

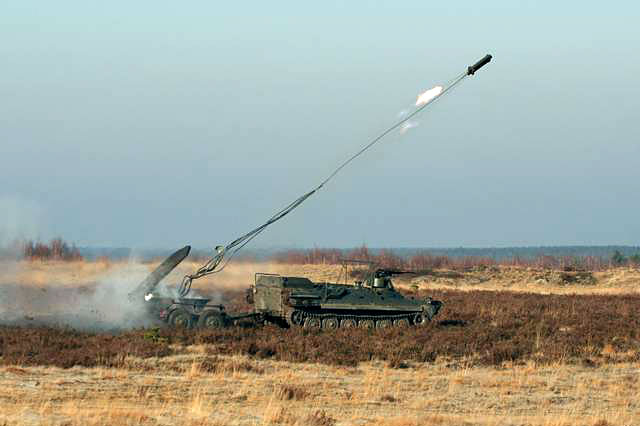
TRI Durian